# Edgar Castillo
Edgar Eduardo Castillo Carrillo, född 8 oktober 1986, är en amerikansk-mexikansk fotbollsspelare som spelar för Atlanta United. Han har representerat både Mexikos och USA:s landslag.

## Karriär
Inför säsongen 2019 gick Castillo till New England Revolution.